# Chèque de voyage
 (juin 2008).
Si vous disposez d'ouvrages ou d'articles de référence ou si vous connaissez des sites web de qualité traitant du thème abordé ici, merci de compléter l'article en donnant les références utiles à sa vérifiabilité et en les liant à la section « Notes et références ».

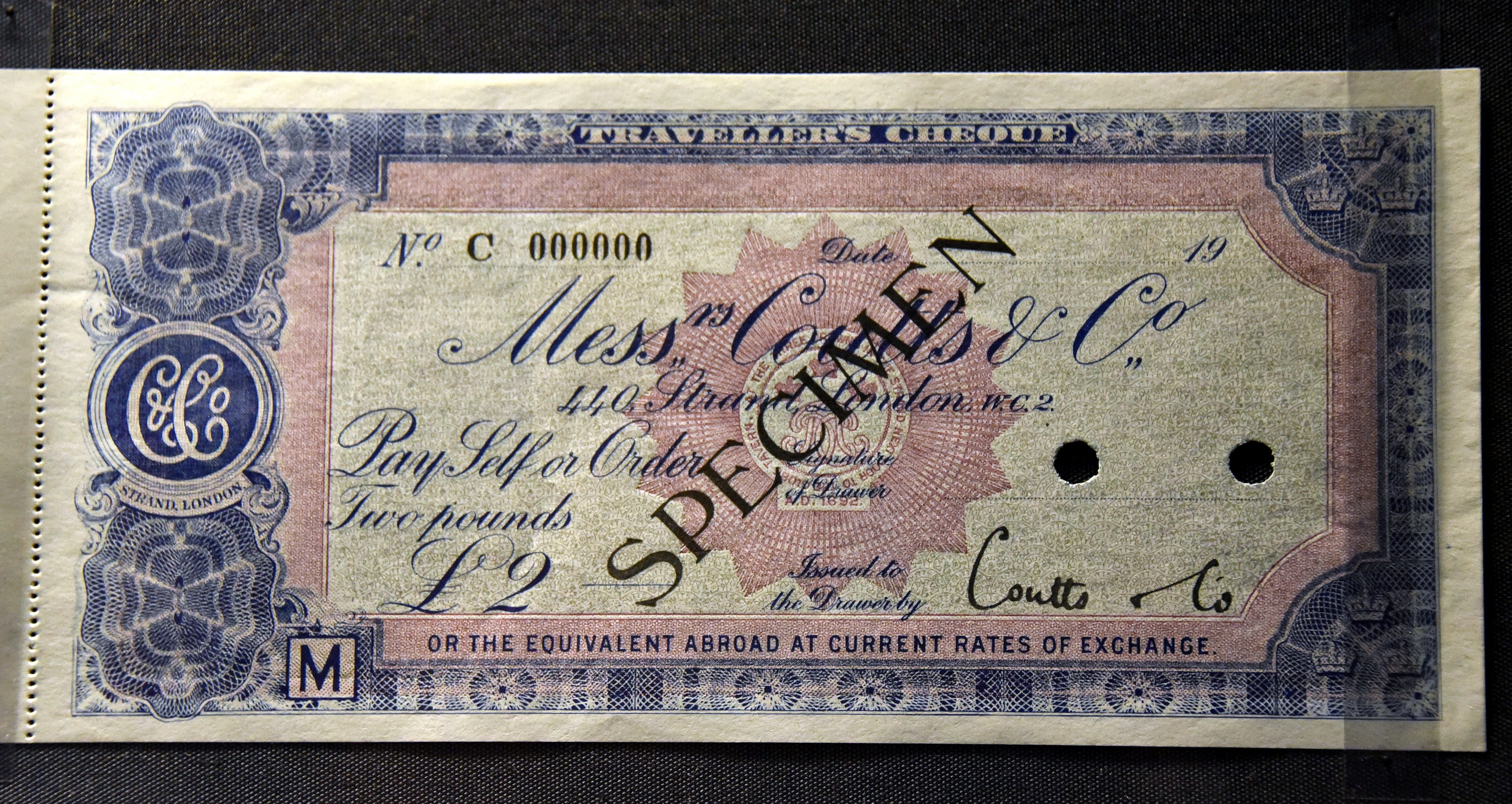
Un traveller's cheque Coutts & Co. (Londres) des années 1970 d'une valeur de 2 livres sterling. Exposé au British Museum de Londres.

Un chèque de voyage (en anglais « traveller's cheque ») est un chèque pré-imprimé, au montant fixé, conçu pour permettre à la personne qui les signe de payer un tiers sans condition aucune, après avoir lui-même payé l'émetteur du chèque pour obtenir ce privilège.
Les chèques de voyage peuvent être émis sous différentes devises, comme le dollar américain ou canadien, la livre sterling, le yen, l'euro, etc. Ils n'ont pas de date d'expiration : les chèques inutilisés peuvent être gardés pour être dépensés à n'importe quel moment. Les acheteurs de chèques de voyage sont en fait prêteurs d'argent à taux d'intérêt zéro vis-à-vis de leurs émetteurs : c'est pourquoi, le plus souvent, les banques en fournissent à leurs clients sans commissions. Quand commission il y a, celle-ci dépasse rarement 1 % de la valeur totale des chèques.

## Historique
Les premiers chèques de voyage ont été émis le 1er janvier 1772 par la London Credit Exchange Company, ils étaient utilisables dans 90 villes européennes.
En 1891, American Express développe un système de traveller's cheques international de grande échelle, pour remplacer les traditionnelles « lettres de crédit ».
Comme les chèques de voyage peuvent habituellement être remplacés par l'émetteur en cas de perte ou de vol, ils étaient souvent utilisés par les vacanciers en déplacement à l'étranger, en remplacement d'argent liquide. Cependant, depuis l'utilisation des cartes de crédit, leur usage s'est raréfié. Fin 2012, American Express a décidé d'arrêter la vente des chèques de voyage dans plusieurs pays, notamment en France. Cette décision est effective depuis le 30 juin 2013. Certaines banques comme Travelex ont choisi de vendre des « cartes travellers cheques », les Cash Passport, fonctionnant comme des cartes de crédit.